# Utilización neta de proteínas
La utilización neta de proteínas (NPU, por sus siglas en inglés) es la proporción de aminoácidos convertidos en proteínas a la proporción de aminoácidos suministrados. Esta cifra se ve afectada de algún modo por el rescate de aminoácidos esenciales dentro del cuerpo, pero está profundamente afectada por el nivel de aminoácidos limitantes dentro de un producto alimenticio. 
Se utiliza como una medida de la "calidad de la proteína" para fines nutricionales humanos.
Como valor, la NPU puede variar de 0 a 1 (o 100), con un valor de 1 (o 100) que indica el 100% de utilización de nitrógeno en la dieta como proteína y un valor de 0, una indicación de que ninguno de los nitrógeno suministrados se convirtió a proteína. 
Ciertos productos alimenticios, como los huevos o la leche, se clasifican como 1 en una tabla de la NPU. 
Experimentalmente, este valor puede determinarse determinando la ingesta de proteínas en la dieta y luego midiendo la excreción de nitrógeno. Una fórmula para NPU es: 
{\displaystyle NPU={\frac {\text{ 0.16 × [ingesta de proteínas en 24 horas en gramos] - ([nitrógeno de urea urinaria de 24 horas] + 2) - 0.1 × [peso corporal ideal en kilogramos]}}{\text{0.16 × [ingesta de proteínas en 24 horas en gramos]}}}}
El puntaje de aminoácidos corregido por la digestibilidad de las proteínas es una calificación más moderna para determinar la calidad de las proteínas. La mejor evaluación de la calidad de la proteína es por la puntuación de aminoácidos indispensable digestible que es superior a PDCAAS 